# Metconazol
Metconazol ist ein Wirkstoff zum Pflanzenschutz und eine Mischung aus vier stereoisomeren chemischen Verbindungen aus der Gruppe der Triazole.

## Gewinnung und Darstellung
Metconazol kann durch eine mehrstufige Reaktion beginnend mit einer Dieckmann-Kondensation von Diethyladipat zu 2-Ethoxycarbonylcyclopentanon und nach mehreren Zwischenschritten einer Corey-Chaykovsky-Epoxidierung von 1,2,4-Triazol mit Trimethylsulfoxoniumbromid und dem Cyclopentanon gewonnen werden.

## Eigenschaften
Metconazol ist ein weißer Feststoff. Das kommerziell verfügbare Produkt ist ein Vierstoffgemisch aus cis-Form [1:1-Gemisch aus (1R,5S)- und (1S,5R)-Isomer] und trans-Form [1:1-Gemisch aus (1R,5R)- und (1S,5S)-Isomer].

## Stereochemie
Allgemein betrachtet bilden chemische Verbindungen mit mehreren Stereozentren bis zu 2n Stereoisomere. Dabei ist n die Anzahl der Stereozentren. Demnach gibt es bei Metconazol vier Stereoisomere, die auch experimentell bestätigt sind.
Es handelt sich hierbei um ein Gemisch von (1S,5S)-, (1R,5R)-, (1R,5S)- und der (1S,5R)-Form:
| Vier Stereoisomere (zwei Diastereomerenpaare) | Vier Stereoisomere (zwei Diastereomerenpaare) |
| --------------------------------------------- | --------------------------------------------- |
| 1:1 Gemisch (Racemat) CAS-Nummer: 115850-28-7 |                                               |
| 1:1 Gemisch (Racemat) CAS-Nummer: 115850-27-6 |                                               |

## Verwendung
Metconazol ist ein 1992 auf den Markt gebrachtes Fungizid, es wird vor allem bei Getreide und Raps eingesetzt. Es wurde von dem japanischen Chemieunternehmen Kureha entwickelt und wird auch von BASF vermarktet.

## Zulassung
Mit Wirkung zum 1. Juni 2007 wurde Metconazol als Fungizid-Wirkstoff in der Europäischen Union zugelassen.
In Deutschland, Österreich und der Schweiz sind Pflanzenschutzmittel mit diesem Wirkstoff zugelassen.